# Аппер-Нью-Йорк-Бей

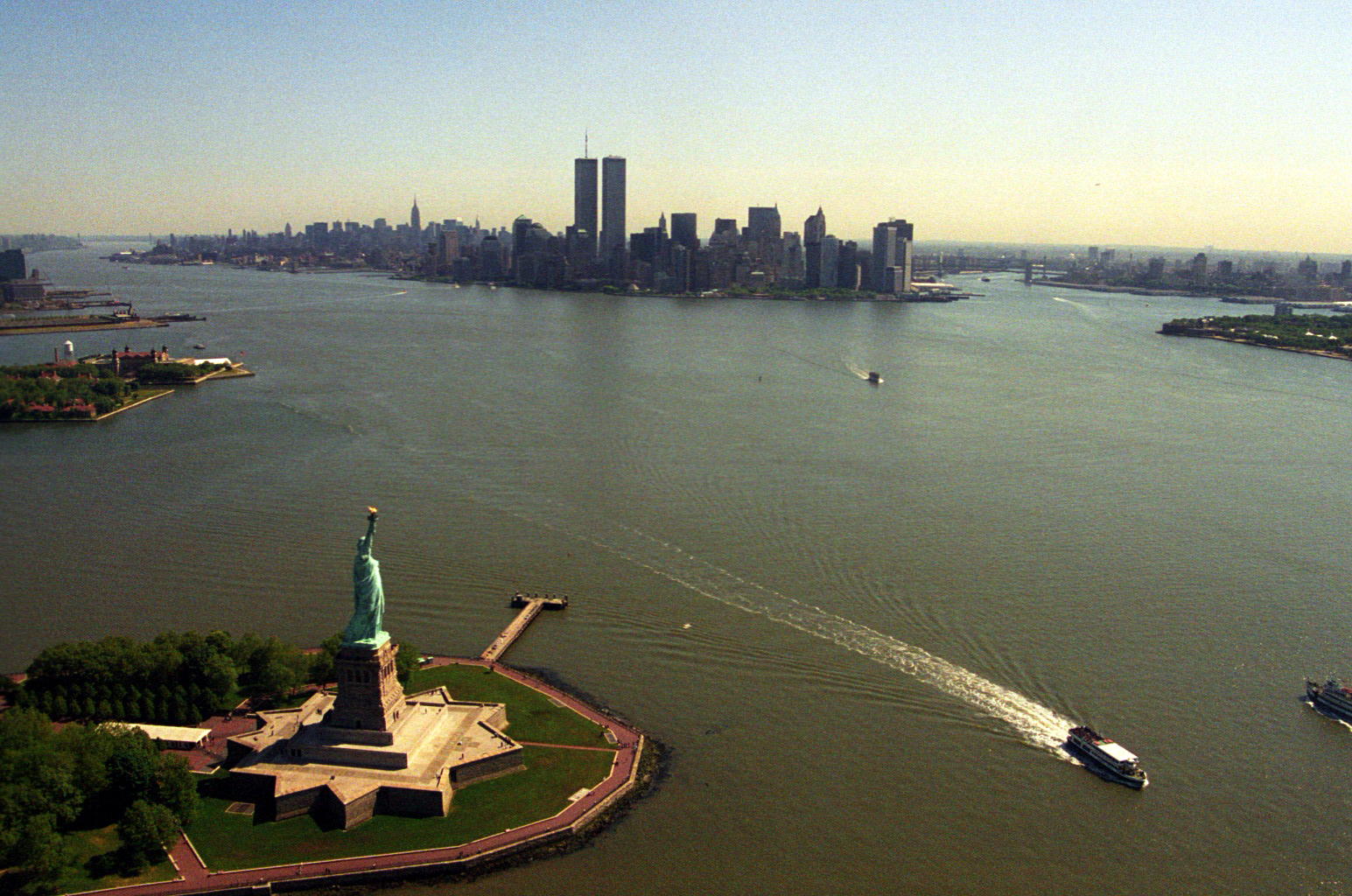
Верхний Нью-Йоркский залив

Аппер-Нью-Йорк-Бей (англ. Upper New York Bay — в переводе «верхняя нью-йоркская бухта») — бухта на западе Атлантического океана в дельте реки Гудзон, часть залива Нью-Йорка. Залив окружают острова Манхэттен, Лонг-Айленд, Статен-Айленд, а также часть материка (штат Нью-Джерси, США).
Крупнейшие острова залива:
- Говернорс
- Эллис
- Свободы

На острове Свободы расположена статуя Свободы.